# Фонтнел (Лоар и Шер)
Фонтнел (фр. Fontenelle) насеље је и општина у централној Француској у региону Центар (регион), у департману Лоар и Шер која припада префектури Вандом.
По подацима из 2011. године у општини је живело 195 становника, а густина насељености је износила 9,7 становника/km². Општина се простире на површини од 20,1 km². Налази се на средњој надморској висини од 185 метара (максималној 202 m, а минималној 156 m).

## Демографија
| 1962. | 1968. | 1975. | 1982. | 1990. | 1999. | 2011. |
| ----- | ----- | ----- | ----- | ----- | ----- | ----- |
| 319   | 364   | 297   | 218   | 208   | 185   | 195   |

График промене броја становника у току последњих година